# Henjō

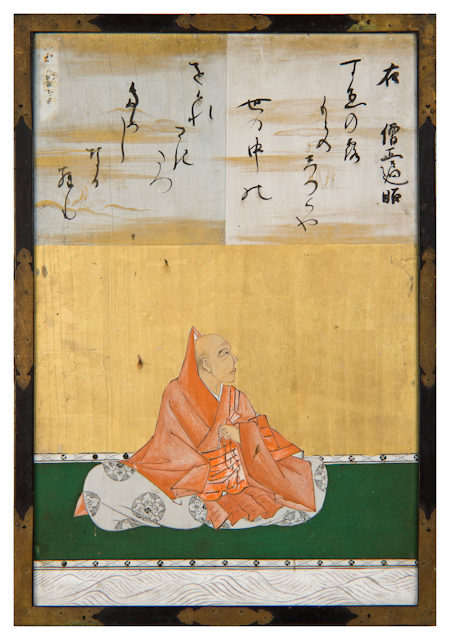
Sōjō Henjō, Gemälde von Kanō Tan’yū, 1648

Henjō (jap. 遍昭 oder 遍照; * 816; † 21. Februar 890) war ein japanischer Waka-Dichter und buddhistischer Priester. Sein Geburtsname war Yoshimine no Munesada (良岑宗貞). Dank einer Referenz im Vorwort der 905 erschienen und von Ki no Tsurayuki verfassten kaiserlichen Gedichtanthologie Kokin-wakashū wird er als einer der Sechs Besten Waka-Poeten angesehen und ist einer der Sechsunddreißig Unsterblichen der Dichtkunst.
Henjō war der 8. Sohn des Dainagon Yoshimine no Yasuyo, der ein Sohn des Kammu-tennō war und von seinem Vater mit seinen Brüdern aus dem Kaiserlichen Haushalt ins zivile Leben entlassen worden war.
Henjō begann seine Karriere als Höfling. Er wurde zum Kurodo ernannt, einer Art Kammerherr des Nimmyō-tennō. 849 wurde er zum Leiter der Kurodo (Kurōdonotō) ernannt. Nach dem Tod des Ninmyō-tennō wurde Henjō aus seiner Trauer heraus Mönch.
Er war ein Priester der Tendai-shū. 877 gründete er den Tempel Gankei-ji in Yamashina, heute im südöstlichen Kyōto. 869 wurde ihm ein weiterer Tempel übergeben, der Urin-in in Murasakino im Norden von Kyōto. Er verwaltete beide Tempel, wurde 885 zum Sōjō ernannt und nannte sich nun Kazan Sōjō (花山僧正).
35 seiner Waka wurden in die kaiserlichen Gedichtanthologien aufgenommen, einschließlich des Kokin-wakashu. In seinem Vorwort kritisierte Ki no Tsurayuki ihn allerdings wie folgt: „Er weiß Waka zu konstruieren, aber es gibt wenig wirkliches Gefühl. Es ist genauso, wenn Du nur das Bild einer Frau gesehen hast und es dein Herz bewegte.“
Sein Sohn Sosei war auch ein Waka-Dichter und Mönch.